# The Exorcist: Believer
The Exorcist: Believer (El Exorcista: Creyente en España y El Exorcista: Creyentes en Hispanoamérica) es una película de terror sobrenatural estadounidense dirigida por David Gordon Green, con un guion que coescribió con Peter Sattler, a partir de una historia que coescribió con Sattler, Scott Teems y Danny McBride. La película pretende ser parte de la franquicia basada en la novela de 1971 del mismo nombre escrita por William Peter Blatty y sirve como secuela directa de la adaptación cinematográfica de 1973 del director William Friedkin. Si bien la película afecta retroactivamente a la continuidad de la franquicia, todas las entregas anteriores seguirán siendo cánones de su premisa.
El proyecto se anunció oficialmente por primera vez en agosto de 2020 como un reinicio, y posteriormente la producción se aclaró como una secuela directa de la película original. La película estaba inicialmente programada para estrenarse en Estados Unidos el 13 de octubre de 2023, pero finalmente Universal Pictures trasladó su estreno al 6 de octubre.

## Argumento
En la ciudad de Puerto Príncipe, Haití, el fotógrafo Víctor Fielding y su esposa embarazada Sorenne que es bendecida mediante un ritual un Vudú, están en su luna de miel hasta que se produce un masivo terremoto en el que Sorenne resulta gravemente herida y los paramédicos le dicen a Víctor que debe elegir salvar a su esposa o a su bebé por nacer.
Trece años más tarde, Víctor ha perdido su fe en Dios a raíz de la muerte de Sorenne, mientras cría a su hija Ángela por su cuenta en la ciudad de Percy en el Estado de Georgia. Un día después de la escuela, Ángela se aventura en el bosque con su mejor amiga bautista Katherine para realizar un ritual en un intento de contactar a la madre difunta de Ángela. Al anochecer, Víctor se da cuenta de que su hija está desaparecida y se pone en contacto con los padres de Katherine, Miranda y Tony, mientras se produce una búsqueda en el bosque cercano durante tres días.
Las niñas son encontradas desorientadas tres días más tarde en un granero desde donde son llevadas al hospital donde son examinadas ya que están traumatizadas presentando lesiones físicas pero los resultados de los exámenes médicos parecen relativamente normales y se las llevan a casa ya que solo han sufrido marcas de quemaduras en los pies. Las niñas comienzan a mostrar un comportamiento anormal: Katherine, tras entrar en la sacristía profanando el pan y el vino, reacciona con un arrebato en la iglesia local mencionando sin cesar las palabras:《el cuerpo y la sangre》, mientras Ángela tras explicar a su padre que deseaba contactar con su madre y por eso cogió el pañuelo intenta asfixiar a su padre, Víctor, con el mismo antes de convulsionar.
Ambas familias se reúnen y Miranda teoriza acerca de las posesiones demoníacas y que las niñas viajaron al infierno y trajeron con ellas a un demonio, de ahí la aparición quemaduras en sus cuerpos que de repente están poseídas.
Víctor interna a Ángela en un hospital donde su vecina Ann, que es enfermera, la atiende. Ella tras tomarle la temperatura a Ángela ésta le recuerda que sufrió un aborto, tras ello Ángela es internada en el ala de salud mental del hospital y Víctor le pregunta a Ann si alguna vez había visto algo así. Mientras los padres de Katherine mantienen a su hija en casa. La condición de las niñas empeora a medida que sus cuerpos se cubren de llagas y comienzan a hablar en distintas lenguas. Ann se convence de que Ángela está poseída después de que esta última le revela su conocimiento de su pasado como monja y el aborto que sufrió e incluso el nombre que eligió como monja que nunca llegó a usar. Ella le da a Víctor un libro que fue escrito por Chris MacNeil quien experimentó una situación similar con su hija Regan en 1973 donde expone los fenómenos físicos que sufrió Regan. A raíz de esta experiencia Chris pasó su vida investigando los exorcismos en todas las culturas mientras se hizo famosa mundialmente por sus estudios publicados en el libro anteriormente mencionado que se titula:《La explicación de una madre: El viaje desde la posesión hasta ahora》. 
A raíz de la publicación del libro, Regan se distanció de su madre debido al éxito de las memorias y no la ha mantenido el contacto con ella desde entonces. Víctor busca a Chris y hablan sobre el exorcismo de Regan. Chris le explica a Víctor que ha estudiado todos los rituales de todas las culturas que ha podido encontrar. Tras hablar con ella y mostrarle fotografías donde aparece la palabra 《ayuda》 Víctor la lleva al hospital para ver a Ángela que sabe quién es Chris revelándole que Katherine la está esperando tras esto se dirigen a la casa de Katherine. Al llegar a la casa Víctor atiende a Miranda y Tony; al mismo tiempo Chris sube las escaleras y se adentra sola en el cuarto de Katherine donde mantienen una conversación acerca del paradero de Raegan afirmando Katherin que la hija de Chris está muerta y su alma está en el infierno. Tras una distracción de Chris, un crucifijo que se encontraba en la pared cae al suelo siendo cogido por Katherine que lo usa para apuñalar varias veces a Chris en los ojos y a consecuencia de esto la deja ciega. Sucedido esto Víctor llama a una ambulancia y lleva a Chris al hospital donde los médicos tratan sus heridas pero desgraciadamente pierde la vista a consecuencia de las heridas sufridas.
Víctor, Miranda, Tony y Ann se acercan a la iglesia y se ponen en contacto con un sacerdote, el Padre Maddox, para que éste realice un exorcismo. Víctor visita a Chris en el hospital quien aconseja a Víctor que use los métodos de todas las culturas y religiones diferentes que existen afirmando que el elemento que todas comparten son las personas que se reúnen reafirmando su fe en Dios y en el prójimo. El grupo busca la ayuda del Doctor Beehibe, un sanador de raíces; Don Revans, el pastor bautista de la familia de Katherine; y Stuart, un pentecostal predicador. El grupo planifica el exorcismo, al llegar el padre Maddox éste les dice que el arzobispo local de la diócesis no ve conveniente la participación del padre Maddox en el exorcismo junto a miembros de otras confesiones religiosas pero le entrega el Ritual Romano a Ann antes de irse para que ella lleve a cabo el ritual.
Las niñas están atadas a unas sillas mientras el grupo avanza con el exorcismo comenzando Ann a leer el Ritual Romano pero es increpada por el demonio usando para ello el aborto que sufrió Ann. En el transcurso del exorcismo el demonio revela que Víctor no eligió mantener viva a Ángela hace trece años eligiendo a Sorenne pero ella murió a causa de sus heridas afirmando el demonio que Dios se burló de él. El demonio le dice que necesita elegir cuál de las niñas vive y cuál morirá, y si no se hace una elección, las matará a ambas sin embargo Miranda y Víctor se niegan a abandonar al hijo del otro. El padre Maddox cambia de opinión y se reincorpora al grupo para participar en la celebración del exorcismo. Maddox comienza a pronunciar el ritual romano declarando anatema a Satanás, solo para que el demonio lamashtu le rompa el cuello y haciendo girar su cabeza matándolo instantáneamente. Mientras Víctor se disculpa con Ángela y le da el pañuelo de Sorenne para intentar fortalecerla contra el demonio. Éste les dice lo siguiente:《una niña vive y otra muere, tenéis que elegir》. En ese momento Tony le grita al demonio que elige a Katherine y aparentemente Ángela muere desapareciendo su actividad cardiaca en el monitor. De repente el demonio revela que la niña que fue elegida sería el que moriría y en ese instante Katherine grita a causa de la decisión de sus padres muriendo instantáneamente mientras el demonio arrastra su alma al infierno aunque Ann trata de reanimarla sin éxito usando un desfibrilador. Al mismo tiempo Ángela comienza a respirar volviendo en sí.
Tras estos sucesos, Ángela es examinada por los médicos, Ann ofrece una declaración a la policía y ésta les pregunta si saben qué es el mal, tras ello Ann cuestiona qué es el mal, después afirma que los seres humanos llegan a este mundo llenos de esperanza e ilusiones con el deseo de ser felices pero el diablo tiene un único anhelo: que nos rindamos pero como Job en el desierto podemos resistir, podemos sanar. Víctor visita la tumba de Sorenne, Miranda y Tony lloran la pérdida de Katherine y Ángela regresa a la escuela. En el hospital, Chris MacNeil recibe la visita de su hija Regan momento en el que se cogen de la mano y se perdonan mutuamente abrazándose ambas de forma muy emotiva.

## Reparto
- Ellen Burstyn como Chris MacNeil
- Leslie Odom Jr. como Víctor Fielding
- Olivia O'Neill como Katherine West
- Lidya Jewett como Ángela Fielding
- Ann Dowd como Paula
- Raphael Sbarge como el Pastor Don Revans
- E. J. Bonilla como el Padre Maddox
- Danny McCarthy como Stuart
- Okwui Okpokwasili como el Doctor Beehibe
- Jennifer Nettles como Miranda West
- Norbert Leo Butz como Tony West
- Nedim Jahić como Demonio (voz)
- Tracey Graves como Sorenne Fielding
- Linda Blair como Regan MacNeil (cameo)

## Producción

### Desarrollo
En agosto de 2020, se anunció oficialmente que Morgan Creek Entertainment realizaría una nueva entrega de la franquicia El exorcista, en forma de reinicio. El estudio planeó una tentativa de estreno en cines para 2021. Ben Pearson de Slash Film señaló que el estudio había declarado anteriormente que "nunca intentaría rehacer El exorcista", pero que también obtendría las "bendiciones de los creadores originales antes de seguir adelante con nuevas entregas", lo que podría indicar el regreso de William Friedkin, director de la película original. Más tarde ese año, Friedkin disiparía los rumores de que estaba involucrado en el proyecto.
En diciembre de 2020, se aclaró que el proyecto en desarrollo sería una secuela directa y una continuación de la película original, con David Gordon Green en las primeras negociaciones para actuar como director. Jason Blum, David Robinson y James Robinson actuarán como productores.  En julio de 2021, se reveló que una trilogía de secuelas se está desarrollando simultáneamente con David Gordon Green contratado oficialmente para dirigir la primera de las nuevas entregas, a partir de un guion que coescribió con Peter Sattler, de un historia original que coescribió con Sattler, Scott Teems y Danny McBride. Green, McBride y Couper Samuelson actuarían como productores ejecutivos. Antes de adquirir los derechos de la serie de Morgan Creek Entertainment, el equipo de redacción y Blum pasaron principios de 2020 ideando la historia en Zoom.

### Preproducción
Ellen Burstyn y Linda Blair volveran a interpretar su papel de la película original, con Leslie Odom Jr. como coprotagonista. Los proyectos serán producciones conjuntas entre Blumhouse Productions y Morgan Creek Entertainment con Universal Pictures como empresa distribuidora. Universal colaboró con Peacock para comprar los derechos de distribución por un total de 400 millones de dólares. Las partes dos y tres de la trilogía están siendo seleccionadas como posibles películas exclusivas de Peacock. Para octubre de 2021, Green expresó sus intenciones de dirigir las tres películas, y se completó el guion de las dos últimas películas que coescribió con Sattler. Más tarde ese mes, Jamie Lee Curtis, que había trabajado con Green en su trilogía de Halloween, expresó su interés en aparecer en sus películas de Exorcist, y la actriz presentó su papel potencial como la voz del demonio Pazuzu.

### Rodaje
En febrero de 2022, Burstyn declaró que había completado la producción de su papel en la película y reveló que la fotografía principal había comenzado algún tiempo antes. Aunque Green había declarado previamente que comenzaría a trabajar en la secuela después de completar Halloween Ends, dada la avanzada edad de la actriz y los riesgos de la pandemia de COVID-19, el equipo de producción trabajó con Burstyn para asegurarse de que su papel estuviera completo para la película. En agosto, Ann Dowd se unió al elenco. Ese mismo mes, Burstyn declaró que volvería a filmar en noviembre.

## Estreno
The Exorcist: Believer estaba inicialmente programada para ser estrenada en Estados Unidos por Universal Pictures el 13 de octubre de 2023,pero finalmente adelantó su fecha de estreno al 6 de octubre para evitar coincidir con Taylor Swift: The Eras Tour.

## Recepción

### Taquilla
A 13 de noviembre de 2023, The Exorcist: Believer había recaudado $65 millones en Estados Unidos y Canadá y $70 millones en otros territorios, para un total mundial de $136 millones.

### Crítica
La película ha recibido reseñas mayoritariamente negativas por parte de la crítica y la audiencia. En el sitio web agregador de reseñas Rotten Tomatoes, la película posee una aprobación de 22% basada en 247 reseñas, con una puntuación de 4.4/10 por parte de la crítica y con un consenso que dice: «The Exorcist: Believer gana puntos por intentar devolver la franquicia a sus terroríficas raíces, pero la falta de nuevas ideas -y sustos- hacen de este un comienzo poco propicio para una nueva trilogía planeada», mientras que por parte de la audiencia tiene una aprobación del 45% basada en más de 2500 votos, con una puntuación de 2.9/5.
La página Metacritic le ha dado a la película una puntuación de 39 sobre 100, basada en 54 reseñas, indicando "reseñas generalmente desfavorables". Las audiencias encuestadas por CinemaScore le dieron a la película una "C" en una escala de A+ a F, mientras que en el sitio IMDb los usuarios le asignaron una calificación de 4.9/10, sobre la base de más de 28 000 votos. En la página web FilmAffinity la cinta tiene una calificación de 4.5/10, basada en 1769 votos.
Brian Truitt, de USA Today, le dio a la película una puntuación de tres sobre cuatro. Destacó el limitado tiempo en pantalla de Burstyn y escribió: «Odom tiene un arco argumental más sustancioso que el que tuvo Burstyn en su día, y aunque su regreso no es tan fundamental para la historia como lo fue el de Jamie Lee Curtis en el reboot de Halloween, la aparición de Chris añade el peso necesario a la narrativa de Believer. [...] Sin embargo, con una formidable Believer y dos películas más de El exorcista en preparación, al menos esta franquicia todavía tiene una oportunidad».. Olly Richards, de Empire, opinó de forma diferente sobre el papel de Burstyn: «El papel parece más un truco que algo esencial y lleva a la película por un camino más cursi de referencias, guiños e intentos de superar al original. Se convierte en un acto de homenaje, y su propia personalidad se ve reducida a la sombra de un clásico».
Stephanie Zacharek, en Time, señala: «En cuanto a El exorcista: Creyente, de Green, que comienza con fuerza —evocando todas las razones por las que los demonios en busca de un cuerpo que poseer no pueden resistirse al imán hormonal de las adolescentes— y termina en una confusa mezcla de efectos especiales genéricos de Blumhouse con chicas zombis: Ya lo he olvidado. Odom es un actor fantástico[:] Pero pobre Ellen Burstyn. Mucho después de negarse a aparecer en El exorcista II, acepta aparecer en esta cosa, como la versión mayor de Chris, ahora la abuela costera definitiva, vestida con pañuelos blancos vaporosos y favorecedores y collares de cuentas de cristal, solo para tener unos 10 minutos de tiempo en pantalla, durante los cuales su personaje sufre una indignidad innecesaria y estúpida. Aunque no es algo que ella pudiera saber hace unos 47 años, Burstyn dijo que sí a la secuela equivocada de El exorcista. Ojalá hubiera elegido la que tenía poesía en su alma».

## Futuro
En julio de 2021, se confirmó que se estaban desarrollando dos secuelas con el mismo equipo creativo de Green, McBride, Sattler y Teems a bordo. La primera de estas secuelas, The Exorcist: Deceiver, se estrenará en los cines el 18 de abril de 2025, debido a la huelga de guionistas.